# Siemens & Halske Sh 12

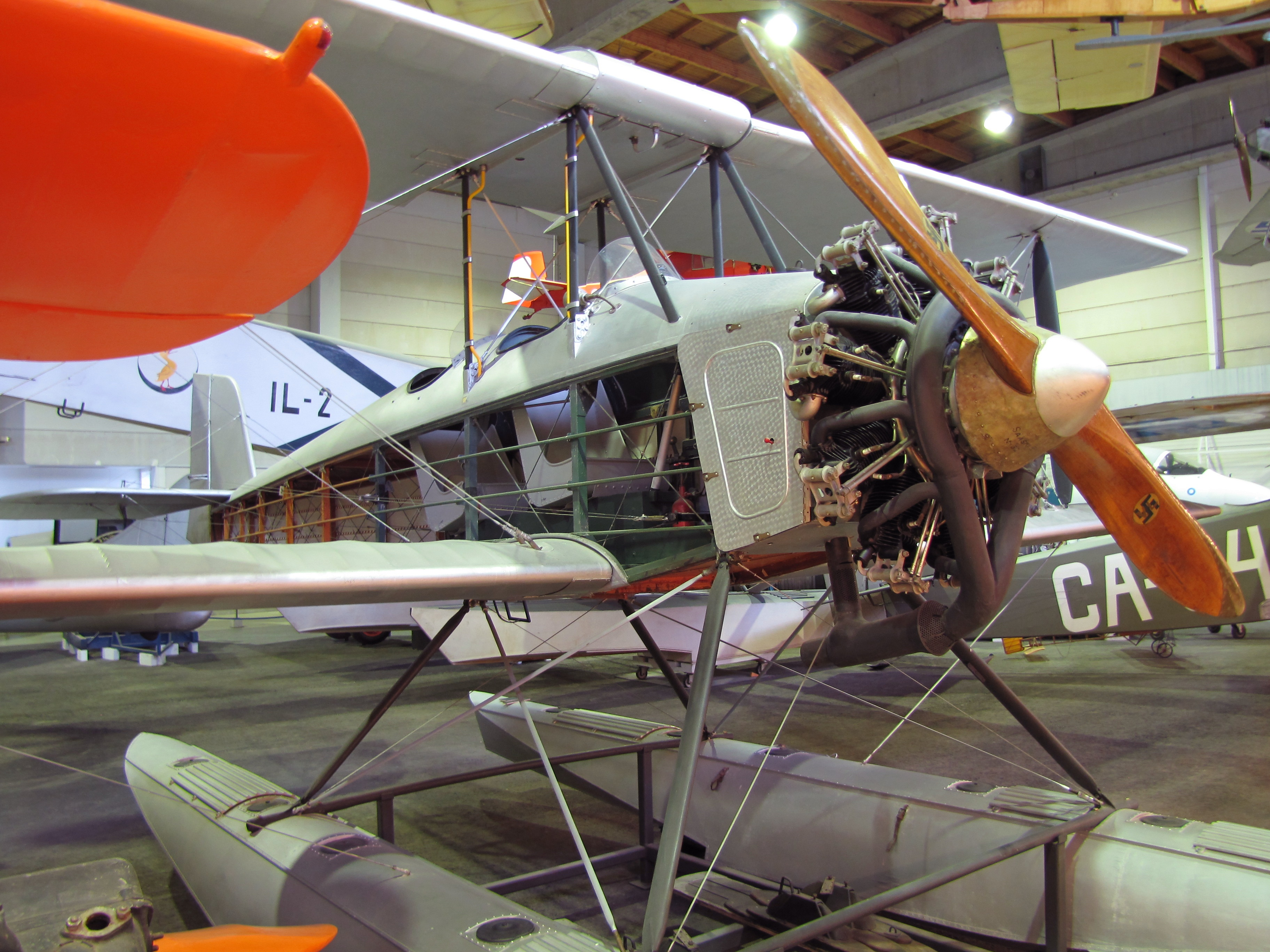
Sh 12 als Antrieb einer VL Sääski im Finnischen Luftfahrtmuseum

Der Siemens & Halske Sh 12 ist ein deutscher Flugmotor der gleichnamigen Firma in Berlin-Siemensstadt.

## Entwicklung
Der Neunzylindermotor Sh 12 wurde 1925 zusammen mit den fünf- bzw. siebenzylindrigen Ausführungen Sh 10 und Sh 11 entwickelt. Bei dieser Reihe verwendete Siemens & Halske zur Verbesserung der Kühleigenschaften erstmals Zylinder mit aufgesetzten Köpfen aus Leichtmetall. Nach den werkseigenen Versuchsläufen gingen die Motoren im Herbst 1926 zur DVL nach Berlin-Adlershof und absolvierten dort die Typenprüfung, unter anderem mit 150-Stunden-Läufen unter Volllast. Auf Anregung von Siemens wurde die Stundenzahl beim Sh 12 auf 300 Stunden verdoppelt, die ohne Beanstandungen durchlaufen wurden. Nach erfolgreicher Beendigung aller Tests erging die Musterzulassung und das Triebwerk wurde in die bis 1930 andauernde Serienproduktion überführt. Die Stückzahl umfasste 520 gebaute Sh 12, zu denen noch eine Anzahl ungarischer Lizenzbauten kamen. Der Sh 12 war auch international ein Erfolg und wurde nach Finnland, Japan, Jugoslawien, Lettland, Mexiko, in die Sowjetunion und nach den USA exportiert. In letzterer wurde er als Ryan-Siemens 9 in Lizenz gebaut. In Deutschland kam er vor allem in Sport- und kleineren Verkehrsflugzeugen der 1920er und 1930er Jahre zum Einsatz.

## Aufbau
Der Sh 12 ist ein luftgekühlter Neunzylinder-Viertakt-Sternmotor. Auf die mit Kühlrippen versehenen Zylinder aus Stahl sind tief über die Laufbuchse heruntergezogene verrippte Zylinderköpfe aus Leichtmetallguss aufgesetzt. Der Verbrennungsraum wurde halbkugelförmig ausgeführt.

## Nutzung

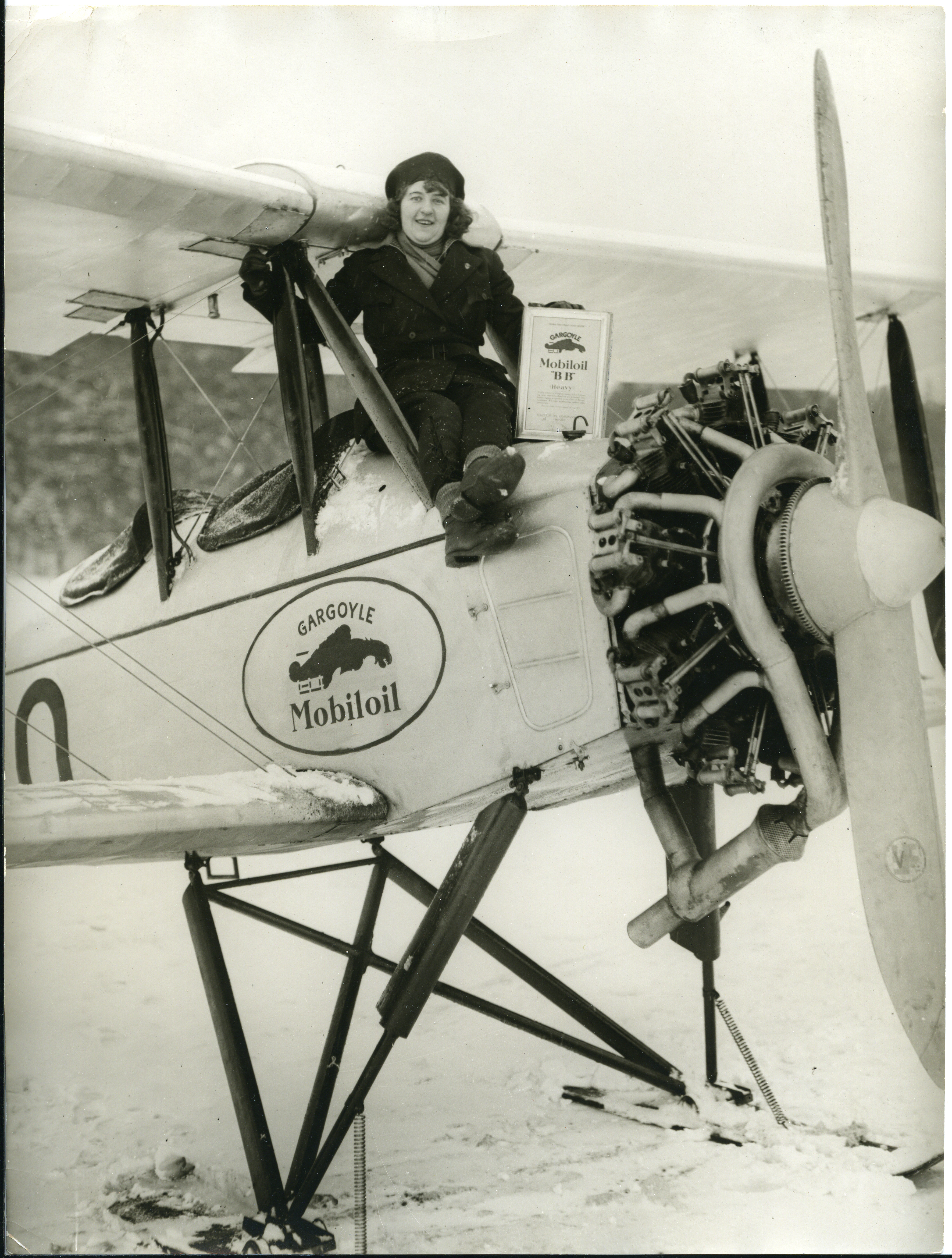
Unverkleideter Sh 12 im Einsatz an einer VL Sääski

- Albatros L 68
- Albatros L 69
- Albatros L 79
- Arado S I
- Arado S III
- Arado W II
- BFW-1
- Dietrich DP II
- Focke-Wulf A 16
- Focke-Wulf GL 18
- Focke-Wulf GL 22
- Heinkel HD 32
- IVL K.1
- Junkers K 16
- Messerschmitt M18
- Messerschmitt M21
- Raab-Katzenstein Kl 1
- Raab-Katzenstein RK 2
- Taylor Chummy
- Udet U 8
- Udet U 11
- Udet U 12
- VL Paarma
- VL Sääski
- Weiss WM-10

## Technische Daten

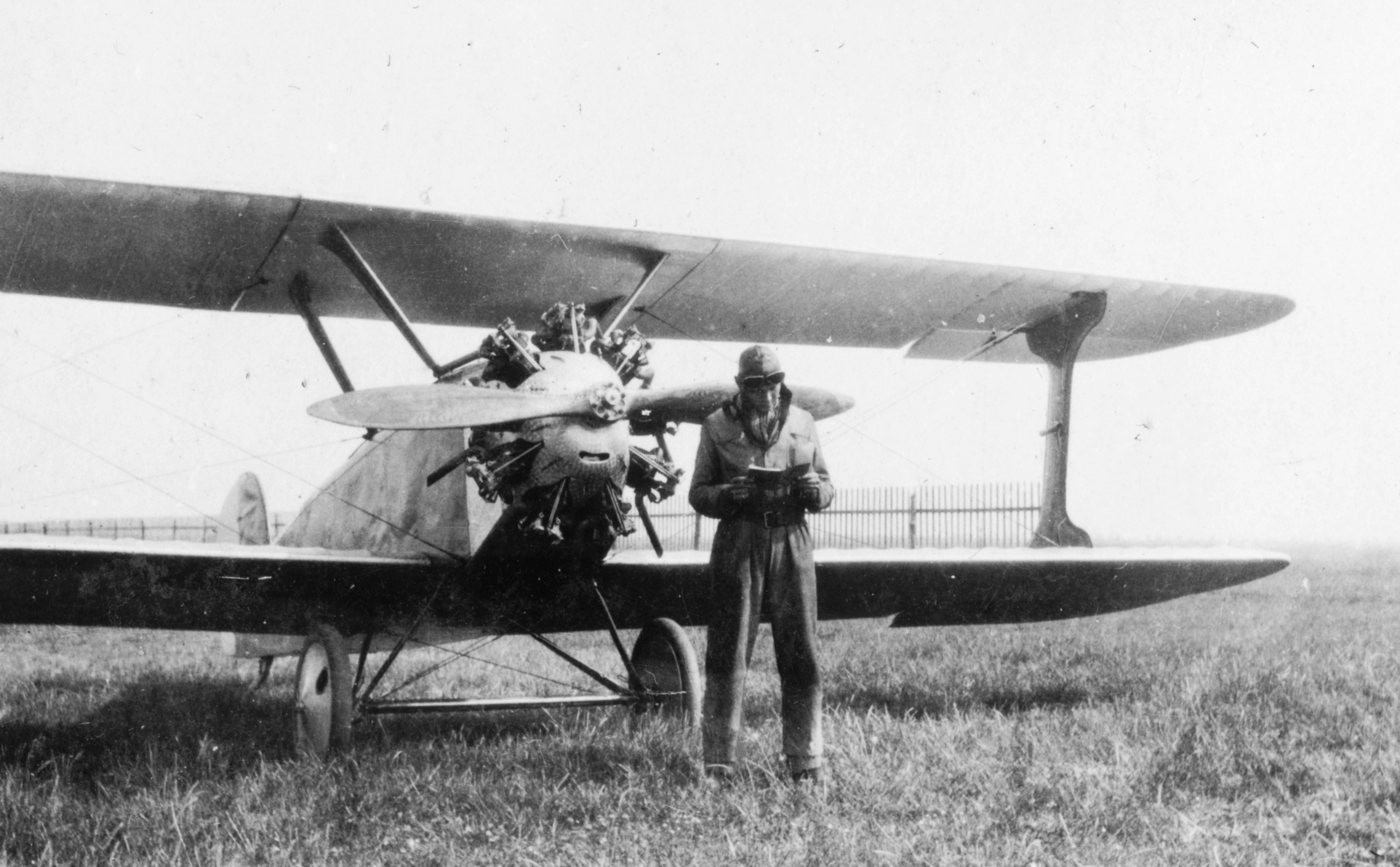
Ein teilverkleideter Sh 12 in einer ungarischen U 12 Flamingo mit freistehenden Zylindern

| Kenngröße                               | Daten                       |
| --------------------------------------- | --------------------------- |
| Länge                                   | 814 mm                      |
| Breite                                  | 1028 mm                     |
| Höhe                                    | 1028 mm                     |
| Bohrung                                 | 100 mm                      |
| Hub                                     | 120 mm                      |
| Gesamthubraum                           | 8,5 l                       |
| Verdichtung                             | 5,6                         |
| Startleistung                           | 125 PS (92 kW) bei 1750/min |
| Nennleistung am Boden                   | 112 PS (82 kW) bei 1650/min |
| Dauerleistung am Boden                  | 108 PS (79 kW) bei 1500/min |
| Trockengewicht                          | 176 kg                      |
| Leistungsgewicht                        | 1,38 kg/PS                  |
| Hubraumleistung                         | 14,71 PS/l                  |
| Kraftstoffverbrauch bei Dauerleistung   | 230 g/PSh                   |
| Schmierstoffverbrauch bei Dauerleistung | 12 g/PSh                    |
| Oktanzahl                               | 80                          |